# Django Django
Django Django ist eine britische Rockband, die seit 2008 besteht. Ihr Musikstil wird als „psychedelic art pop“ bezeichnet.

## Geschichte
Django Django wurde 2009 von Studienfreunden in London gegründet. Bandmitglieder sind David Maclean (Schlagzeug, Produzent), Vincent Neff (Gesang, Gitarre), Jimmy Dixon (Bass) und Tommy Grace (Synthesizer).
2009 erschien ihre erste Single Storm, gefolgt von WOR (2010), Waveforms (2011), Default (2012) und Hail Bop (2012). Am 30. Januar 2012 kam ihr Debütalbum Django Django auf den Markt, das durchweg gute Kritiken erhielt. Es stieg auf Platz 33 in den britischen Charts ein und wurde für den Mercury Music Prize 2012 nominiert. Der Musikexpress kürte Django Django in der Ausgabe 01/2013 zum besten Album des Jahres 2012. Am 1. Mai 2015 erschien das zweite Album Born Under Saturn. Vorab erschien schon die Singleauskopplung First Light.

## Diskografie

### Alben
- 2012: Django Django
- 2015: Born Under Saturn
- 2018: Marble Skies
- 2021: Glowing in the Dark
- 2023: Off Planet

### Singles und EPs
- 2009: Storm / Love’s Dart
- 2010: WOR
- 2011: Waveforms
- 2012: Default
- 2012: Hail Bop
- 2015: First Light
- 2015: Reflections
- 2015: Beginning to Fade
- 2015: Shake and Tremble
- 2017: In Your Beat; Tic Tac Toe
- 2018: Surface to Air
- 2018: Django Django Meets Wrongtom “Marble Dubs”
- 2018: Marble Skies
- 2018: Winter’s Beach
- 2018: Swimming at Night
- 2020: Spirals
- 2020: Glowing in the Dark
- 2021: Free from Gravity
- 2021: Waking Up
- 2021: Kick out the Devil
- 2021: Say Something
- 2021: Under Fire
- 2023: Complete Me

## Auszeichnungen für Musikverkäufe
| Goldene Schallplatte - Frankreich - 2012: für die Single Django Django |

Anmerkung: Auszeichnungen in Ländern aus den Charttabellen bzw. Chartboxen sind in ebendiesen zu finden.
| Land/RegionAuszeichnungen für Musikverkäufe (Land/Region, Auszeichnungen, Verkäufe, Quellen) | Silber  | Gold  | Platin | Verkäufe | Quellen   |
| -------------------------------------------------------------------------------------------- | ------- | ----- | ------ | -------- | --------- |
| Frankreich (UPFI)                                                                            | —       | Gold1 | —      | 50.000   | upfi.fr   |
| Vereinigtes Königreich (BPI)                                                                 | Silber1 | —     | —      | 60.000   | bpi.co.uk |
| Insgesamt                                                                                    | Silber1 | Gold1 | —      |          |           |